# Sheer Heart Attack Tour
De Sheer Heart Attack Tour is de derde tournee van de Engelse rockgroep Queen ter promotie van het album Sheer Heart Attack. Het was hun eerste tour waarin ze in het hoofdprogramma stonden. In het voorprogramma stonden onder andere Styx, Kansas, Hustler en Mahogany Rush.
In Noord-Amerika stonden in enkele steden andere bands dan deze in het voorprogramma. In Madison was dit REO Speedwagon, in Miami Premiata Forneria Marconi, in San Antonio mochten Al Stewart en Brownsville Station, in Dallas Bloodrock en in San Francisco Yesterday and Today.
Queen trad ook voor het eerst op in Nederland, op 8 december 1974 was Den Haag het toneel voor dit concert. De Nederlandse band Kayak stond hier in het voorprogramma. Twee dagen later stond de band in België, hier stond Ambach Circus in het voorprogramma.
Ook Japan werd voor het eerst aangedaan, waar Queen op het vliegveld werd verwelkomd door "meer dan 3.000 schreeuwende fans."
In Denemarken en Noorwegen zijn enkele shows afgelast omdat een van de trucks betrokken was bij een ongeluk na het concert in het Zweedse Lund, net als enkele concerten in Noord-Amerika in februari en maart 1975.
Het concert in het Rainbow Theatre op 20 november was gefilmd en uitgebracht op het livealbum Queen: Live at the Rainbow '74 in 2014.

## Tracklist

### Eerste leg - Europa
1. Procession
2. Now I'm Here
3. Ogre Battle
4. Father to Son
5. White Queen (As It Began)
6. Flick of the Wrist
7. In the Lap of the Gods
8. Killer Queen
9. The March of the Black Queen
10. Bring Back That Leroy Brown
11. Son and Daughter
12. Keep Yourself Alive
13. Seven Seas of Rhye
14. Stone Cold Crazy
15. Liar
16. In the Lap of the Gods... Revisited

Toegift:
1. Big Spender
2. Modern Times Rock 'n' Roll
3. Jailhouse Rock
4. Doin' All Right
5. Stupid Cupid
6. Be Bop a Lula
7. Jailhouse Rock (reprise)

### Tweede leg - Noord-Amerika
1. Procession
2. Now I'm Here
3. Ogre Battle
4. Father to Son
5. White Queen (As It Began)
6. Flick of the Wrist
7. Killer Queen
8. The March of the Black Queen
9. Bring Back That Leroy Brown
10. Son and Daughter
11. Keep Yourself Alive
12. Seven Seas of Rhye
13. Stone Cold Crazy
14. Liar
15. In the Lap of the Gods... Revisited

Toegift:
1. Big Spender
2. Modern Times Rock 'n' Roll
3. Jailhouse Rock
4. God Save the Queen

### Derde leg - Japan
1. Procession
2. Now I'm Here
3. Ogre Battle
4. Great King Rat
5. Father to Son
6. White Queen (As It Began)
7. Flick of the Wrist
8. Hangman
9. Doin' All Right
10. In the Lap of the Gods
11. Killer Queen
12. The March of the Black Queen
13. Bring Back That Leroy Brown
14. Son and Daughter
15. Keep Yourself Alive
16. Seven Seas of Rhye
17. Stone Cold Crazy
18. Liar
19. In the Lap of the Gods... Revisited

Toegift:
1. Big Spender
2. Modern Times Rock 'n' Roll
3. Jailhouse Rock
4. See What a Fool I've Been
5. God Save the Queen

## Tourdata

### Europa
- 30 oktober 1974 - Manchester, Verenigd Koninkrijk - Palace Theatre
- 31 oktober 1974 - Hanley, Verenigd Koninkrijk - Victoria Hall
- 1 november 1974 - Liverpool, Verenigd Koninkrijk - Empire Theatre
- 2 november 1974 - Leeds, Verenigd Koninkrijk - University
- 3 november 1974 - Coventry, Verenigd Koninkrijk - Theatre
- 5 november 1974 - Sheffield, Verenigd Koninkrijk - City Hall
- 6 november 1974 - Bradford, Verenigd Koninkrijk - St George's Hall
- 7 november 1974 - Newcastle upon Tyne, Verenigd Koninkrijk - City Hall (Newcastle)
- 8 november 1974 - Glasgow, Verenigd Koninkrijk - Apollo Theatre
- 9 november 1974 - Lancaster, Verenigd Koninkrijk - University
- 10 november 1974 - Preston, Verenigd Koninkrijk - Guildhall
- 12 november 1974 - Bristol, Verenigd Koninkrijk - Colston Hall
- 13 november 1974 - Bournemouth, Verenigd Koninkrijk - Winter Gardens
- 14 november 1974 - Southampton, Verenigd Koninkrijk - Gaumont
- 15 november 1974 - Swansea, Verenigd Koninkrijk - Brangwyn Hall
- 16 november 1974 - Birmingham, Verenigd Koninkrijk - Town Hall
- 18 november 1974 - Oxford, Verenigd Koninkrijk - New Theatre
- 19 en 20 november 1974 - Londen, Verenigd Koninkrijk - Rainbow Theatre
- 23 november 1974 - Göteborg, Zweden - Konserthuset
- 25 november 1974 - Helsinki, Finland - Helsingin Kulttuuritalo
- 27 november 1974 - Lund, Zweden - Olympen
- 2 december 1974 - München, Duitsland - Brienner Theater
- 4 december 1974 - Frankfurt am Main, Duitsland - Palmengarten
- 5 december 1974 - Hamburg, Duitsland - Musikhalle
- 6 december 1974 - Keulen, Duitsland - Sartory Saal
- 7 december 1974 - Singen, Duitsland - Scheffelhalle (geannuleerd volgens een bericht in een plaatselijke krant van 10 december 1974)
- 8 december 1974 - Den Haag, Nederland - Congresgebouw
- 10 december 1974 - Brussel, België - Theatre 140
- 13 december 1974 - Barcelona, Spanje - Palacio Municipal de Deportes

### Noord-Amerika
- 5 februari 1975 - Columbus, Ohio, Verenigde Staten - Agora
- 6 februari 1975 - Cincinnati, Ohio, Verenigde Staten - Reflections
- 7 februari 1975 - Dayton, Ohio, Verenigde Staten - Palace Theatre
- 8 en 8 februari 1975 (twee concerten op een dag) - Cleveland, Ohio, Verenigde Staten - Music Hall
- 9 februari 1975 - South Bend, Indiana, Verenigde Staten - Morris Civic Auditorium
- 10 februari 1975 - Detroit, Michigan, Verenigde Staten - Ford Auditorium
- 11 februari 1975 - Toledo, Ohio, Verenigde Staten - Student Union Auditorium
- 14 februari 1975 - Waterbury, Connecticut, Verenigde Staten - Palace Theatre
- 15 en 15 februari 1975 (twee concerten op een dag) - Boston, Massachusetts, Verenigde Staten - Orpheum Theatre
- 16 en 16 februari 1975 (twee concerten op een dag) - New York, Verenigde Staten - Avery Fisher Hall
- 17 februari 1975 - Trenton, New Jersey, Verenigde Staten - War Memorial
- 19 februari 1975 - Lewiston, Pennsylvania, Verenigde Staten - Armory
- 21 februari 1975 - Passaic, New Jersey, Verenigde Staten - Capital Theater
- 22 februari 1975 - Harrisburg, Pennsylvania, Verenigde Staten - Farm Arena
- 23 februari 1975 - Philadelphia, Pennsylvania, Verenigde Staten - Erlinger Theatre
- 24 februari 1975 - Washington D.C., District of Columbia, Verenigde Staten - Kennedy Centre
- 5 maart 1975 - La Crosse, Wisconsin, Verenigde Staten - Mary E Sawyer Auditorium
- 6 maart 1975 - Madison, Wisconsin, Verenigde Staten - Dane County Coliseum
- 7 maart 1975 - Milwaukee, Wisconsin, Verenigde Staten - Uptown Theatre
- 8 maart 1975 - Chicago, Illinois, Verenigde Staten - Aragon Ballroom
- 9 maart 1975 - Saint Louis, Missouri, Verenigde Staten - Kiel Auditorium
- 10 maart 1975 - Fort Wayne, Indiana, Verenigde Staten - Coliseum
- 12 maart 1975 - Atlanta, Georgia, Verenigde Staten - Municipal Auditorium
- 13 maart 1975 - Charleston, South Carolina, Verenigde Staten - Civic Auditorium
- 14 maart 1975 - Saint Petersburg, Florida, Verenigde Staten - Sunshine Speedway
- 15 maart 1975 - Miami, Florida, Verenigde Staten - Marine Stadium
- 18 maart 1975 - New Orleans, Louisiana, Verenigde Staten - St. Bernard Parish Civic Auditorium
- 20 maart 1975 - San Antonio, Texas, Verenigde Staten - Municipal Hall
- 22 maart 1975 - Dallas, Texas, Verenigde Staten - McFarlin Auditorium
- 25 maart 1975 - Tulsa, Oklahoma, Verenigde Staten - Municipal Theatre
- 29 en 29 maart 1975 (twee concerten op een dag) - Santa Monica, Californië, Verenigde Staten - Santa Monica Civic Auditorium
- 30 maart 1975 - San Francisco, Californië, Verenigde Staten - Winterland
- 2 april 1975 - Edmonton, Canada - Kinsmen Centre
- 3 april 1975 - Calgary, Canada - Corral
- 6 april 1975 - Seattle, Washington, Verenigde Staten - Paramount Northwest Theater

### Japan
- 19 april 1975 - Tokio, Japan - Nippon Budokan
- 22 april 1975 - Nagoya, Japan - Aichi Taikukan
- 23 april 1975 - Kobe, Japan - Kokusai Kaikan
- 25 april 1975 - Fukuoka, Japan - Kyuden Kinen Taikukan
- 28 april 1975 - Okayama, Japan - Okayama Kenritsu Taikukan
- 29 april 1975 - Shizuoka, Japan - Yamaha Tsumagoi Hall
- 30 april 1975 - Yokohama, Japan - Yokohama Bunka Taikukan
- 1 mei 1975 - Tokio, Japan - Nippon Budokan